# 이아랑
이아랑(?~)은 대한민국의 생물정보학자이다. 국립인간유전체연구소 소속으로 활동 중이다.